# Florian Haită
Florian Haită (n. 29 octombrie 2001, București, România) este un fotbalist român, care joacă pe post de mijlocaș la Reșița în Liga a II-a.